# 原田陽平
原田 陽平（はらだ ようへい）は、日本の工学者。東京工業大学物質理工学院の助教。
研究分野は、ナノテクノロジー、材料、金属材料物性。

## 略歴
- 2009年：千葉大学自然科学研究科物質高次科学専攻博士後期修了
- 2010年：東京工業大学大学院総合理工学研究科助教
- 2020年：東京工業大学物質理工学院助教

## 教育活動
- 2018年：金属工学実験第一、物質理工学院材料系を担当
- 2018年：金属工学実験第二、物質理工学院材料系を担当
- 2018年：金属工学実験第三、物質理工学院材料系を担当
- 2018年：金属工学創成プロジェクト、物質理工学院材料系を担当
- 2019年：金属工学実験第一、物質理工学院材料系を担当
- 2019年：金属工学実験第二、物質理工学院材料系を担当
- 2019年：金属工学実験第三、物質理工学院材料系を担当
- 2019年：金属工学創成プロジェクト、物質理工学院材料系を担当
- 2020年：金属工学実験第一、物質理工学院材料系を担当
- 2020年：金属工学実験第二、物質理工学院材料系を担当
- 2020年：金属工学実験第三、物質理工学院材料系を担当
- 2020年：金属工学創成プロジェクト、物質理工学院材料系を担当

## 研究結果など
- 2011年5月21日学会発表、『ゾルーゲル法によりCeO_2製膜したAZ80マグネシウム合金の耐食性と時効硬化特性』
- 2011年11月7日学会発表、『AZ80Mg合金の耐食性と時効硬化特性に及ぼすゾルーゲル法によるCeO_2製膜の影響』
- 2011年11月13日学会発表、『AZ80Mg合金の時効硬化とゾルーゲル法を用いた耐食性の同時付与』
- 2020年(継続中)、『アルミニウムの高度資源循環に資するリサイクル合金版の破断伸び異方性の解消』

## 所属学協会について
- 無機マテリアル学会
- 日本金属学会
- 公益社団法人｜日本セラミックス協会
- 公益社団法人 日本鋳造工学会
- 一般社団法人 軽金属学会｜The Japan Insyiute of Light Metals
- 東京工業大学
- 国立大学法人千葉大学

## 論文
- 原田 陽平, 山田 洋希, 熊井 真次「固相スタッド接合したSS400銅スタッドと5052アルミニウム合金版の接合界面組織と温度履歴」2016 doi:10.2464/jilm.66.489
- 原田 陽平, 篠原 宏季, 合田 知男, 熊井 真次「Effect of increasing rolling-reduction rate on suppression of elongation anisotropy in cold-rolled and annealed Al-7%Si alloy strip fabricated by vertical-type tandem high-speed twin-roll casting」Oct,2020
- 梅山 淳平, 原田 陽平, 熊井 真次「タンデム式縦型高速双ロール鋳造によるA6022/Al-7%Si/A6022 3層クラッド材の作製」Oct,2020
- 宇留野 玄暉, 原田 陽平, 熊井 真次「A356合金板における共晶Si粒子の分散状態と破断伸び異方性に及ぼす高温溶体化処理の影響」Oct,2020

## 特許情報
- 2019年2月8日登録：熊井 真次, 原田 陽平, 井上 馨亮, 桜井 寛, 源島 文彦, 惣田 裕司, 神戸 洋史, 林 憲司, 大塚 真司「成形性に優れたアルミニウム合金板」
- 2020年1月7日登録：原田 陽平, 熊井 真次, 竹永 健二, 斉藤 恒成, 久保寺 美憲「積層複合板への接合に用いるスタッドピン接合装置、及びスタッドピン接合方法」